# Rae Sremmurd
Rae Sremmurd is een Amerikaans hiphop-duo, met rappers Swae Lee en Slim Jxmmi uit Tupelo, Mississippi. Ze zijn het meest bekend om hun singles Black Beatles, No Flex Zone en No Type. Ze zijn gevestigd in Atlanta, Georgia.
"Rae Sremmurd" is "Ear Drummers" achterstevoren, de naam van hun thuislabel.

## Discografie

### Studioalbums
- SremmLife (2015)
- SremmLife 2 (2016)
- SR3MM (2018)[1]
- Sremm 4 Life (2023)

### Singles
| Single met eventuele hitnotering(en) in de Nederlandse Top 40 | Datum van verschijnen | Datum van binnenkomst | Hoogste positie | Aantal weken | Opmerkingen                                             |
| ------------------------------------------------------------- | --------------------- | --------------------- | --------------- | ------------ | ------------------------------------------------------- |
| Black beatles                                                 | 2016                  | 26-11-2016            | 13              | 8            | met Gucci Mane / Nr. 6 in de Single Top 10              |
| Young, dumb and broke (remix)                                 | 2017                  | -                     |                 |              | met Khalid & Lil Yachty / Nr. 63 in de Single Top 100   |
| Guatemala                                                     | 2018                  | -                     |                 |              | met Swae Lee & Slim Jxmmi / Nr. 96 in de Single Top 100 |
| Sober                                                         | 2019                  | 23-03-2019            | tip27*          |              | met Afrojack & Stanaj                                   |